# Ceylonthelphusa venusta
Ceylonthelphusa venusta is een krabbensoort uit de familie van de Gecarcinucidae. De wetenschappelijke naam van de soort is voor het eerst geldig gepubliceerd in 1995 door Ng.